# Campionati cechi di sci alpino 2012
I Campionati cechi di sci alpino 2012 si sono svolti a Špindlerův Mlýn dal 22 al 25 marzo. Il programma ha incluso gare di supergigante, slalom gigante, slalom speciale e supercombinata, tutte sia maschili sia femminili.
Trattandosi di competizioni valide anche ai fini del punteggio FIS, hanno potuto partecipare anche sciatori di altre federazioni, senza che questo consentisse loro di concorrere al titolo nazionale ceco.

## Risultati

### Uomini

#### Supergigante
| Pos. | Atleta         | Nazione    | Tempo   |
| ---- | -------------- | ---------- | ------- |
| 1    | Martin Vráblík | Rep. Ceca  | 1:15,65 |
| 2    | Kryštof Krýzl  | Rep. Ceca  | 1:16,65 |
| 3    | Adam Žampa     | Slovacchia | 1:17,13 |
| 4    | Martin Bendík  | Slovacchia | 1:17,29 |
| 5    | Petr Záhrobský | Rep. Ceca  | 1:17,32 |
| 6    | Matej Falat    | Slovacchia | 1:17,34 |
| 7    | Martin Píša    | Rep. Ceca  | 1:18,13 |
| 8    | Vladimír Siráň | Slovacchia | 1:18,50 |
| 9    | Andreas Žampa  | Slovacchia | 1:19,13 |
| 10   | Jan Čermák     | Rep. Ceca  | 1:19,23 |

Data: 22 marzo

Località: Špindlerův Mlýn

Ore: 

Pista: 

Partenza: 1 190 m s.l.m.

Arrivo: 745 m s.l.m.

Dislivello: 445 m

Tracciatore: Petr Záhrobský

#### Slalom gigante
| Pos. | Atleta         | Nazione    | Tempo   |
| ---- | -------------- | ---------- | ------- |
| 1    | Kryštof Krýzl  | Rep. Ceca  | 2:21,57 |
| 2    | Adam Žampa     | Slovacchia | 2:21,58 |
| 3    | Martin Vráblík | Rep. Ceca  | 2:23,78 |
| 4    | Ondřej Berndt  | Rep. Ceca  | 2:24,11 |
| 5    | Filip Trejbal  | Rep. Ceca  | 2:25,16 |
| 6    | Matej Falat    | Slovacchia | 2:25,19 |
| 7    | Michael Traxl  | Austria    | 2:25,32 |
| 8    | Martin Píša    | Rep. Ceca  | 2:25,40 |
| 9    | Vladimír Siráň | Slovacchia | 2:25,77 |
| 10   | Pavel Balcar   | Rep. Ceca  | 2:26,14 |

Data: 24 marzo

Località: Špindlerův Mlýn

1ª manche:

Ore: 

Pista: 

Partenza: 1 140 m s.l.m.

Arrivo: 747 m s.l.m.

Dislivello: 393 m

Tracciatore: Petr Lajkeb

2ª manche:

Ore: 

Pista: 

Partenza: 1 140 m s.l.m.

Arrivo: 747 m s.l.m.

Dislivello: 393 m

Tracciatore:

#### Slalom speciale
| Pos. | Atleta           | Nazione     | Tempo   |
| ---- | ---------------- | ----------- | ------- |
| 1    | Kryštof Krýzl    | Rep. Ceca   | 1:47,54 |
| 2    | Martin Vráblík   | Rep. Ceca   | 1:48,15 |
| 3    | Filip Trejbal    | Rep. Ceca   | 1:48,79 |
| 4    | Kai Alaerts      | Belgio      | 1:50,15 |
| 5    | Jan Čermák       | Rep. Ceca   | 1:50,23 |
| 6    | Ondřej Berndt    | Rep. Ceca   | 1:50,42 |
| 7    | Michał Kałwa     | Polonia     | 1:51,54 |
| 8    | Michał Jasiczek  | Polonia     | 1:52,42 |
| 9    | Patrick Brachner | Azerbaigian | 1:53,07 |
| 10   | Andreas Žampa    | Slovacchia  | 1:53,33 |

Data: 25 marzo

Località: Špindlerův Mlýn

1ª manche:

Ore: 

Pista: 

Partenza: 920 m s.l.m.

Arrivo: 747 m s.l.m.

Dislivello: 173 m

Tracciatore: Petr Lajkeb

2ª manche:

Ore: 

Pista: 

Partenza: 920 m s.l.m.

Arrivo: 747 m s.l.m.

Dislivello: 173 m

Tracciatore: Luděk Strejček

#### Supercombinata
| Pos. | Atleta             | Nazione    | Tempo   |
| ---- | ------------------ | ---------- | ------- |
| 1    | Kryštof Krýzl      | Rep. Ceca  | 2:02,55 |
| 2    | Martin Vráblík     | Rep. Ceca  | 2:03,39 |
| 3    | Adam Žampa         | Slovacchia | 2:05.08 |
| 4    | Jan Čermák         | Rep. Ceca  | 2:06,28 |
| 5    | Michał Kałwa       | Polonia    | 2:07,46 |
| 6    | Pavel Fridrich     | Rep. Ceca  | 2:09,00 |
| 7    | Mateusz Garniewicz | Polonia    | 2:09,15 |
| 8    | Karel Kupec        | Rep. Ceca  | 2:09,90 |
| 9    | Martin Štěpán      | Rep. Ceca  | 2:09,93 |
| 10   | Václav Vrzgula     | Rep. Ceca  | 2:11,00 |

Data: 22 marzo

Località: Špindlerův Mlýn

1ª manche:

Ore: 

Pista: 

Partenza: 1 190 m s.l.m.

Arrivo: 745 m s.l.m.

Dislivello: 445 m

Tracciatore: Petr Záhrobský

2ª manche:

Ore: 

Pista: 

Partenza: 

Arrivo: 

Dislivello: 

Tracciatore: 

### Donne

#### Supergigante
| Pos. | Atleta                | Nazione    | Tempo   |
| ---- | --------------------- | ---------- | ------- |
| 1    | Klára Křížová         | Rep. Ceca  | 1:18,79 |
| 2    | Daniela Marková       | Rep. Ceca  | 1:18,87 |
| 3    | Kateřina Pauláthová   | Rep. Ceca  | 1:19,45 |
| 4    | Andrea Pospíšilová    | Rep. Ceca  | 1:19,78 |
| 5    | Pavla Klicnarová      | Rep. Ceca  | 1:19,99 |
| 6    | Valentina Volopichová | Rep. Ceca  | 1:20,04 |
| 7    | Zuzana Matoušová      | Rep. Ceca  | 1:20,23 |
| 8    | Kristína Saalová      | Slovacchia | 1:20,38 |
| 9    | Veronika Bubáková     | Rep. Ceca  | 1:21,56 |
| 10   | Veronika Zelenková    | Rep. Ceca  | 1:22,14 |

Data: 22 marzo

Località: Špindlerův Mlýn

Ore: 

Pista: 

Partenza: 1 190 m s.l.m.

Arrivo: 745 m s.l.m.

Dislivello: 445 m

Tracciatore: Petr Záhrobský

#### Slalom gigante
| Pos. | Atleta                | Nazione   | Tempo   |
| ---- | --------------------- | --------- | ------- |
| 1    | Kateřina Pauláthová   | Rep. Ceca | 2:23,34 |
| 2    | Andrea Zemanová       | Rep. Ceca | 2:25,49 |
| 3    | Martina Dubovská      | Rep. Ceca | 2:25,52 |
| 4    | Valentina Volopichová | Rep. Ceca | 2:26,18 |
| 5    | Klára Křížová         | Rep. Ceca | 2:26,56 |
| 6    | Pavla Klicnarová      | Rep. Ceca | 2:26,66 |
| 7    | Daniela Marková       | Rep. Ceca | 2:27,80 |
| 8    | Karolína Kloučková    | Rep. Ceca | 2:27,86 |
| 9    | Dominika Drozdíková   | Rep. Ceca | 2:30,08 |
| 10   | Andrea Pospíšilová    | Rep. Ceca | 2:30,47 |

Data: 23 marzo

Località: Špindlerův Mlýn

1ª manche:

Ore: 

Pista: 

Partenza: 1 140 m s.l.m.

Arrivo: 747 m s.l.m.

Dislivello: 393 m

Tracciatore: Radovan Pauláth

2ª manche:

Ore: 

Pista: 

Partenza: 1 140 m s.l.m.

Arrivo: 747 m s.l.m.

Dislivello: 393 m

Tracciatore: Jano Dubovský

#### Slalom speciale
| Pos. | Atleta               | Nazione   | Tempo   |
| ---- | -------------------- | --------- | ------- |
| 1    | Katarzyna Karasińska | Polonia   | 1:51,12 |
| 2    | Michaela Smutná      | Rep. Ceca | 1:51,13 |
| 3    | Eva Kurfürstová      | Rep. Ceca | 1:51,18 |
| 4    | Kateřina Kotrlová    | Rep. Ceca | 1:52,44 |
| 5    | Gabriela Capová      | Rep. Ceca | 1:52,96 |
| 5    | Martina Dubovská     | Rep. Ceca | 1:52,96 |
| 7    | Veronika Rudolfová   | Rep. Ceca | 1:54,52 |
| 8    | Karolína Kloučková   | Rep. Ceca | 1:56,27 |
| 9    | Bohdana Mac'oc'ka    | Ucraina   | 1:56,61 |
| 10   | Dominika Drozdíková  | Rep. Ceca | 1:58,04 |
| 10   | Anna Karová          | Rep. Ceca | 1:58,04 |

Data: 25 marzo

Località: Špindlerův Mlýn

1ª manche:

Ore: 

Pista: 

Partenza: 920 m s.l.m.

Arrivo: 747 m s.l.m.

Dislivello: 173 m

Tracciatore: Radovan Pauláth

2ª manche:

Ore: 

Pista: 

Partenza: 920 m s.l.m.

Arrivo: 747 m s.l.m.

Dislivello: 173 m

Tracciatore: Petr Smutný

#### Supercombinata
| Pos. | Atleta                | Nazione    | Tempo   |
| ---- | --------------------- | ---------- | ------- |
| 1    | Klára Křížová         | Rep. Ceca  | 2:00,51 |
| 2    | Kateřina Pauláthová   | Rep. Ceca  | 2:00,67 |
| 3    | Valentina Volopichová | Rep. Ceca  | 2:01,51 |
| 4    | Kristína Saalová      | Slovacchia | 2:01,87 |
| 5    | Zuzana Matoušová      | Rep. Ceca  | 2:03,05 |
| 6    | Pavla Klicnarová      | Rep. Ceca  | 2:03,17 |
| 7    | Veronika Rudolfová    | Rep. Ceca  | 2:03,92 |
| 8    | Veronika Bubáková     | Rep. Ceca  | 2:04,37 |
| 9    | Gabriela Capová       | Rep. Ceca  | 2:04,70 |
| 10   | Bohdana Mac'oc'ka     | Ucraina    | 2:05,26 |

Data: 22 marzo

Località: Špindlerův Mlýn

1ª manche:

Ore: 

Pista: 

Partenza: 1 190 m s.l.m.

Arrivo: 745 m s.l.m.

Dislivello: 445 m

Tracciatore: Petr Záhrobský

2ª manche:

Ore: 

Pista: 

Partenza: 

Arrivo: 

Dislivello: 

Tracciatore: Zdeněk Chrástecký